# ملعب د. ماغالهايس بيسوا
ملعب د. ماغالهايس بيسوا (بالبرتغالية: Estádio Dr. Magalhães Pessoa‏) هو ملعب كرة قدم يقع بمدينة ليريا في البرتغال، وهو الملعب الرئيسي لنادي يو دي ليريا و منتخب البرتغال. افتتح الملعب في سبتمبر من عام 2003، بطاقة استيعابية تصل إلى 30,127 ألف متفرج.
استضاف الملعب العديد من المنافسات منها بطولة أمم أوروبا لكرة القدم 2004.